# Петрове (селище)
Петро́ве — селище в Україні, знаходиться в Олександрійському районі Кіровоградської області. Населення — 7 тис. осіб. Адміністративний центр Петрівської селищної громади.

## Географія
У місті річка Балка Березнігова впадає у річку Інгулець.

## Історія
Про давнє заселення цеї території свідчать кілька курганів доби бронзи (II тисячоліття до н. е.). Наприкінці XVII cт. тут оселився запорожець Петрик, від імені якого, гадають, і пішла назва населеного пункту, що виник тут. Жителі його підтримували безпосередні зв'язки з Запорозькою Січчю. Як пам'ятки тих часів навколо селища і досі височать козацькі могили — Бекетова, Січова, Стареча.
«1772 году априля „28“ дня Из Коша Войска Запорожского нызового товаришу куреня Джереловского Петру Старому» Ордер Коша на осадження слободи над річкою Інгульцем. На картах 1778-79 років також згадуються запорозькі слободи, зазначені переважно за іменами їх осадчих, серед яких сл. Петрова, запорозький старшина Петро Старий. Після ліквідації Запорозької Січі Петро Старий отримав землю вже від окупаційної влади Московії на заселення слободи на річці Зеленій, де ним була заснована слобода Надіївка (в тогочасній вимові — Надеждовка).
Поселення вже мало церкву в 1774 році. В рапорті священика сл. Спасової зустрічається така згадка: «прихода моего роты Спасовой прихожань вь Запорожскіе села бежало 30 семей, кои изь числа наличныхъ людей исключены, которые бежавшие христіанскія требы себе тамо оть определеннаго коша войска Запорожскаго вь сл. Петровой находящагося священника получають». На 1887 рік у церкві зберігалось немало речей запорозького походження, серед яких ікона Пресв. Трійці в золоченій рамі, на звороті якої був напис: «Сію ікону куплено в церкву Січову отаманом корсунським Павлом Куделею за гроші покійного Сорокопуда. Року 1765 місяця грудня 15.»
Також існує переказ, що жителі села Петрове часто брали участь у військових походах козаків і брали в полон татар, яких тримали в своїх хатах до моменту обміну полоненими.
Перші відомі священики Петрового:
- Максим Краснопольський
- Трохим Лотоцький
- Антоній Гавеля
- Дорофій Гуляницький

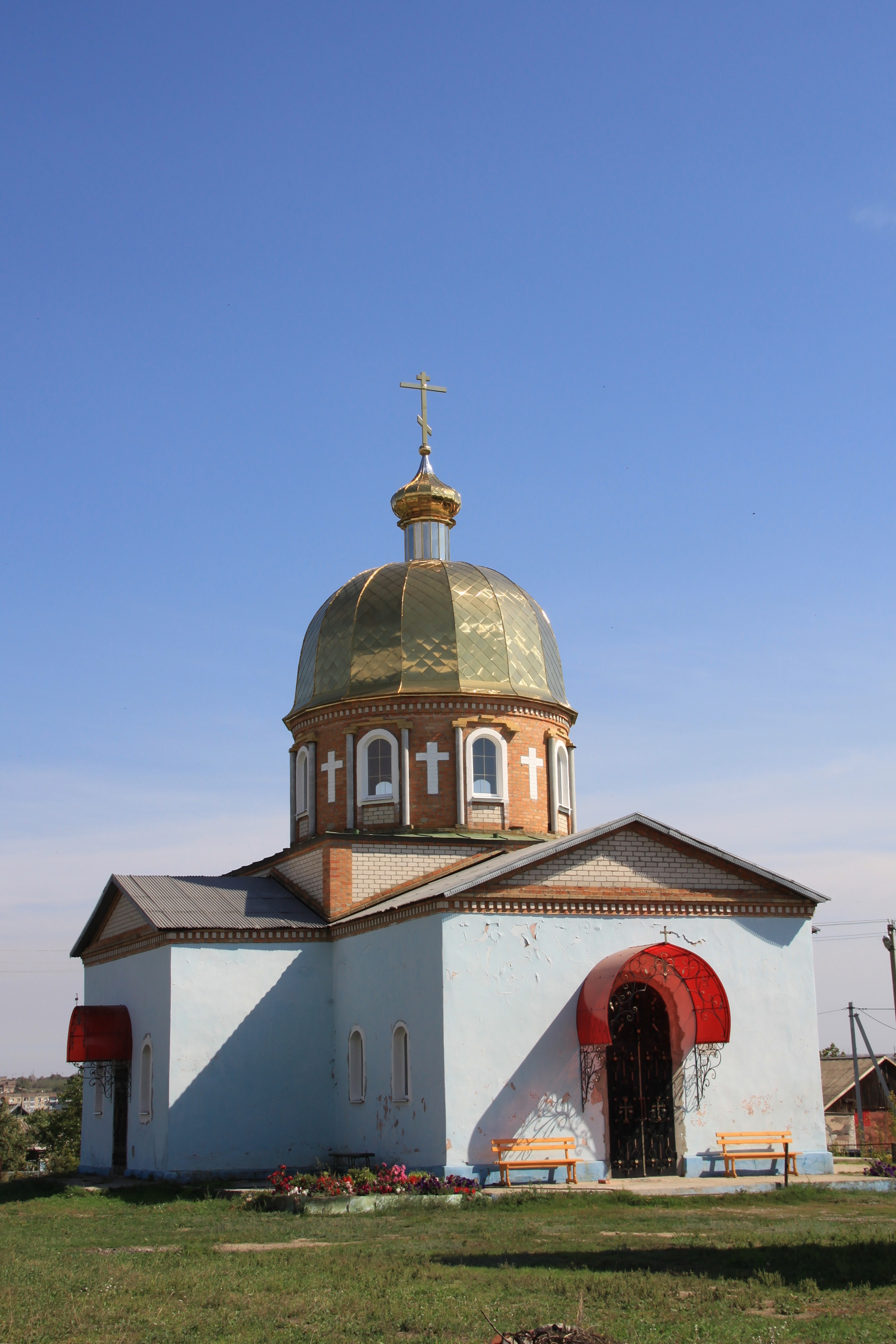
Покровська церква

Станом на 1886 рік у селі Новостародубської волості Олександрійського повіту Херсонської губернії мешкало 5357 осіб, налічувалось 949 дворових господарств, існували 2 православні церкви, школа, земська станція та 7 крамниць, проходило 4 щорічні ярмарки: Хрещенський, Покровський, Гаврилівський та Провідний, відбувались базари по неділях та святах.
Під час організованого радянською владою Голодомору 1932—1933 років померло щонайменше 77 жителів селища.
2 квітня 1963 року Петрове отримало статус селища міського типу.

## Населення

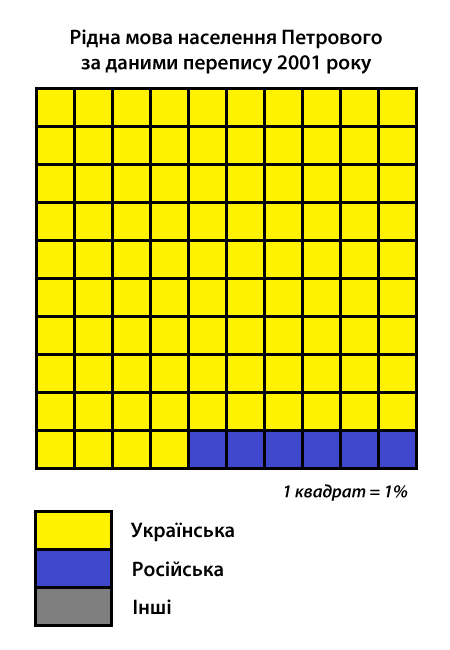
Рідна мова населення Петрового за даними перепису 2001 року

### Чисельність
| 1970 | 1979 | 1981 | 2001 | 2018 |
| ---- | ---- | ---- | ---- | ---- |
| 5639 | 6502 | 9844 | 8571 | 7224 |

### Мова
Розподіл населення за рідною мовою за даними перепису 2001 року:
| Мова            | Кількість | Відсоток |
| --------------- | --------- | -------- |
| українська      | 8010      | 94.11%   |
| російська       | 478       | 5.62%    |
| білоруська      | 9         | 0.11%    |
| вірменська      | 5         | 0.06%    |
| румунська       | 3         | 0.03%    |
| угорська        | 3         | 0.03%    |
| німецька        | 1         | 0.01%    |
| інші/не вказали | 3         | 0.03%    |
| Усього          | 8512      | 100%     |

## Персоналії
У Петровому народились:
- Гавеля Геннадій Петрович (* 1976) — солдат Збройних сил України, учасник російсько-української війни.
- Вервес Григорій Давидович (*1920— †2001) — відомий український літературознавець, доктор філологічних наук, професор, академік НАН України.
- Книш Георгій Арсенович — український поет, член Спілки письменників України (з 1961 р.).
- Козир Сергій Вікторович (1974—2015) — старший сержант Збройних сил України, учасник російсько-української війни.
- Лисенко Олексій Сергійович (1992—2016) — лейтенант Збройних сил України, учасник російсько-української війни.
- Мінжулін Олександр Іванович (*1941) — видатний реставратор (золота пектораль Товстої могили, скарби золотих і срібних прикрас ХІІ ст., скарби князя Володимира Юрійовича і тисячі інших в Україні і за кордоном), професор, автор наукових книг та підручника. Член основних науково-реставраційних рад країни.
- Смєлова Віра Григорівна — заслужений тренер СРСР, заслужений тренер України з плавання.
- Іуліта Петрівна Педан (Вервес) (1885—1955) — відома, як мати Іулита, християнка-подвижниця репресована більшовиками.
- Яцина Владислав Андрійович (1996—2022) — лейтенант Збройних сил України, учасник російсько-української війни, що загинув у ході російського вторгнення в Україну в 2022 році.

У Петровому проживали:
- Манжелей Антоній Петрович (*1839-1879) — священик Петрового до 1871 р., педагог та освітній діяч. Засновник школи у с. Петрове.

## Спорт
У селищі діє професійний футбольний клуб «Інгулець», який з сезону 2016/17 виступав у Першій лізі Чемпіонату України. Фіналіст кубка України з футболу 2018—2019 років. Впродовж трьох сезонів (2020/21, 2021/22 та 2022/2023) грав в українській Прем'єр-лізі. З сезону 2023/2024 знову грає в Першій лізі Чемпіонату України.